# 筑陽学園中学校・高等学校
筑陽学園中学校・高等学校（ちくようがくえんちゅうがっこう・こうとうがっこう）は、福岡県太宰府市朱雀五丁目にある私立中学校・高等学校。学校法人筑陽学園が運営する。

## 高等学校の設置学科
全日制課程
- 普通科
  - 進学クラス
  - 特別進学クラス
  - 特別進学Sクラス
  - 特別進学S選抜クラス（平成29年度より新設）
- デザイン科
- 中高一貫科

### 各学科・クラスの特色
- 進学クラス

他の学科と比べると部活と勉強の両立のし易い学科であり、サッカー部や野球部などの部活動生が多く所属している。進学クラスの中には部活動クラスというものがあり、部活動奨学生も多く所属している。特にサッカー部などの部員は指定校推薦で有名私大に推薦入学する生徒もいる。また、プロになる人も多くいる。制度上、希望者は特進クラスに上がることも出来る。他のクラスと比べると、比較的補習や授業数が少なく、中間や期末試験の問題なども特進や特進Sクラスとは違うものを与えられることが多い。
- 特別進学クラス

1クラスあたり40人ほどの、地方国立大や有名私大を目標としたクラスで、進学クラスよりも授業数や補習が多い。部活動に所属している生徒も多いが、放課後補習などで部活に遅れることがある。特進クラスの最上位の成績を収める生徒は、九州大学などの難関国公立大に合格している。こちらも、希望者は特進Sクラスに上がることも出来る。また、夏期・冬期・春期とそれぞれの休み期間に特別補習が組まれており、1年次の夏期補習には勉強合宿という行事に参加する必要がある。2泊3日ほどの日程で行われる。基本は1学年2〜3クラス程度設けられる。特定の教科では、特進Sクラスとの合同授業が2年次から始まる。
- 特別進学Sクラス

1クラスあたり30人ほどの、難関国立・私立大を目標としたクラスで、学業を最優先とするカリキュラムが組まれている。放課後補習はほぼ毎日実施されるが、部活動に所属している生徒も多い。毎年九州大学に合格者を出し、その他の国公立大や私立大にも多数合格者を出している。また数年間隔で、京大や東大などの最難関大学にも合格者を出す。特進クラスと同様に勉強合宿や長期休み期間の補習が実施されている。所属する多くの生徒がS・A・Bいずれかの学力奨学生であり、学費などの免除を受けている。Bの場合は授業料半額免除、Aの場合は授業料全額免除、Sの場合は授業料全額免除に加えて、指定の国立大学または国立大学医学部医学科に進学した場合、その大学の授業料を全額負担される。
- 中高一貫科

中高6年間の一貫教育で、中学3年の夏頃から高校分野の授業が始まる。また中学3年次には、ニュージーランドにて3週間ほどの語学研修旅行があり（なお海外滞在費の高騰により2024年度より研修先を当面の間オーストラリアに変更し、期間も2週間に短縮されている）ホームステイをして過ごす。近年では、2年連続で京都大学に合格者を出すなど、学力優秀な生徒が集まっている。
- デザイン科

美術やデザインという専門的な内容を学ぶことを目標としたクラスで、美大や専門学校への進学者が多い。また様々な賞を受賞する生徒も多く、特色のある学科である。毎年学内の美術展に出品している。作品が外部に飾られることもある。100周年記念の時には記念キャラクター「チクヨウアオウソ」を作った。
- 学科の識別

生徒がどの学科に属しているかは、ネクタイやリボンの色で見分けることが出来る。普通科は銀色、デザイン科は赤色、中高一貫科は金色のラインがそれぞれのネクタイやリボンについている。

## 沿革
- 1923年 - 新田ミツによって九州家政女学校として創立。
- 1935年 - 筑陽女学校と改称。
- 1944年 - 実業学校の財団法人筑陽女子商業学校として発足。
- 1948年 - 学制改革により、筑陽女子高等学校を設置。
- 1951年 - 財団法人筑陽女子学園を学校法人筑陽学園に改組。
- 1954年 - 2代目校長新田八郎就任。
- 1958年 - 男女共学の太宰府高等学校を設立。
- 1962年 - 太宰府高等学校に産業デザイン科を設置。
- 1965年 - 筑陽女子高等学校と太宰府高等学校を統合し、男女共学の筑陽学園高等学校が発足。
- 1979年 - 普通科に特別進学クラスを編成。
- 1991年 - 筑陽学園中学校（男女共学）を新設。
- 1994年 - 熊本県小国町に「悠遊荘」設立。　3代目校長新田光之助就任。
- 2001年 - 普通科に特別進学Sクラスを編成。
- 2003年 - 高等学校硬式野球部が、第85回全国高等学校野球選手権大会に初出場（東北高校に敗れた）。
- 2003年 - 高等学校サッカー部が第82回全国高等学校サッカー選手権大会に出場。初出場ながら準優勝（決勝で国見高校に敗れた）。
- 2004年 - 創立80周年を迎える。
- 2007年 - 春季九州地区高校野球大会で初優勝。
- 2008年 - 中学校サッカー部が全国中学校サッカー大会で準優勝。高等学校サッカー部が第87回全国高等学校サッカー選手権大会に出場（第3回戦で四日市中央工業に敗れた）。
- 2009年 - 春季九州地区高校野球大会で2年ぶり2回目の優勝、高等学校硬式野球部が6年ぶりに決勝に進出し準優勝。
- 2017年 - 普通科に特別進学S選抜クラスを編成。
- 2018年 - 秋季九州地区高校野球大会で初優勝、明治神宮野球大会に九州地区代表として初出場。
- 2019年 - 高等学校硬式野球部が第91回選抜高等学校野球大会に初出場。甲子園初勝利を挙げ、その後ベスト8に進出。[3]
- 2019年 - 高等学校硬式野球部が第101回全国高等学校野球選手権大会に出場（第2回戦で作新学院に3対5で敗れた）。
- 2019年 - 高校サッカー部が、第98回全国高等学校サッカー選手権大会に出場。
- 2019年 - 中学校校長に新田光太郎就任。
- 2022年 - 普通科特別進学S選抜クラスを「理数コース」と「文理コース」に分散。
- 2023年 - 創立100周年を迎える。太宰府副市長などを招いて創立記念式典が行われた。
- 2023年 - 理事長、高校校長に新田光太郎就任。学園長に新田光之助就任。
- 2024年 - 新制服が導入される。
- 2024年 - 理事長新田光之助死去[4]。

## 通学手段など
最寄り鉄道駅など
- 西鉄天神大牟田線（西鉄二日市駅より徒歩約10分、都府楼前駅より徒歩約12分）。
- 西鉄バス400系統 筑陽学園前バス停下車すぐ（博多駅（博多バスターミナル2階24番のりば）、呉服町駅、筑前町、朝倉市から乗車）。
- 宇美志免方面には、無料のスクールバスを運行。
- その他、自転車での通学方法も許可されている。(学校側に事前に申し出る必要がある。)

## 主な卒業生
- 山崎銀之丞（ラジオパーソナリティー、俳優）
- 松嶋啓介（ミシュラン 一つ星シェフ）
- ひのもとめぐ（漫画家）
- 宮田聡子（ファッションモデル、タレント）
- 原田進（グラフィックデザイナー）
- 井関修一（アニメーター）
- 豊原慎二（福岡放送アナウンサー）
- 藤澤義貴（NHKアナウンサー）
- 三浦康暉（日本海テレビアナウンサー）
- 渡辺裕介（競艇解説者）
- 赤木良次（元俳優、元歌手）
- 福田愛依（タレント）

### スポーツ選手

#### 野球選手
- 伴義太郎（元プロ野球選手）
- 野口理夫（元プロ野球選手）
- 工藤慎明（元プロ野球選手）
- 長野久義（プロ野球選手・読売ジャイアンツ）
- 谷川昌希（元プロ野球選手）

#### サッカー選手
| 名前     | 生   | 卒   | 出身               | Pos | 進路                  | 主な所属              | 現在の所属           |
| -------- | ---- | ---- | ------------------ | --- | --------------------- | --------------------- | -------------------- |
| 久藤清一 | 1974 | 1992 | 兵庫県尼崎市       | MF  | ジュビロ磐田          | ジュビロ磐田          | 現役引退             |
| 大場啓   | 1976 | 1994 | 福岡県朝倉郡筑前町 | MF  | 大塚製薬              | 徳島ヴォルティス      | 現役引退             |
| 久保竜彦 | 1976 | 1994 | 福岡県朝倉郡筑前町 | FW  | サンフレッチェ広島F.C | サンフレッチェ広島F.C | 現役引退             |
| 吉瀬広志 | 1983 | 2001 | 福岡県春日市       | DF  | コンサドーレ札幌      | コンサドーレ札幌      | 現役引退             |
| 桑原剛   | 1985 | 2003 | 福岡県福岡市       | MF  | コンサドーレ札幌      | コンサドーレ札幌      | 現役引退             |
| 野田紘史 | 1986 | 2004 | 福岡県久留米市     | DF  | 阪南大学              | 浦和レッズ            | ラインメール青森FC   |
| 牟田雄祐 | 1990 | 2008 | 福岡県福岡市       | DF  | 福岡大学              | 名古屋グランパス      | いわてグルージャ盛岡 |
| 大武峻   | 1992 | 2010 | 福岡県朝倉郡筑前町 | DF  | 福岡大学              | 名古屋グランパス      | 福島ユナイテッドFC   |
| 金森健志 | 1994 | 2012 | 福岡県福岡市       | FW  | アビスパ福岡          | アビスパ福岡          | アビスパ福岡         |
| 中島大貴 | 1994 | 2012 | 佐賀県             | DF  | 福岡大学              | カマタマーレ讃岐      | 現役引退             |
| 青山生   | 1996 | 2014 | 福岡県             | DF  | 福岡大学              | テゲバジャーロ宮崎    | テゲバジャーロ宮崎   |

#### 競輪選手
- 井上昌己（競輪選手、アテネオリンピック (2004年)銀メダル）
- 児玉碧衣（女子競輪選手）

#### その他のスポーツ
- 春口沙緒里（北京オリンピック競泳日本代表）
- 黒川ラフィ[5]（ラグビー選手・コカ・コーラレッドスパークス）